# Cerinthinae
Cerinthinae, podtribus boražinovki dio tribusa Lithospermeae, potporodica Boraginoideae. Postoje dva roda sa uklupno 8 vrsta iz Europe i Azije, a tipični je visika (Cerinthe), od kojih neke rastu u i Hrvatskoj.
Žalobna visika podvrsta je male visike (Cerinthe minor)

## Rodovi
1. Cerinthe L. (6 spp.)
2. Huynhia Greuter (2 spp.)